# Squalius spurius
Squalius spurius är en fiskart som beskrevs av Heckel, 1843. Squalius spurius ingår i släktet Squalius och familjen karpfiskar. IUCN kategoriserar arten globalt som otillräckligt studerad. Inga underarter finns listade i Catalogue of Life.